# HanCinema
HanCinema（ハンシネマ）は、韓国の映画とテレビドラマのデータベース。Cédric Collemineによって2003年8月にサービスを開始し、映画・テレビドラマ・俳優などの情報を韓国以外の人々に向けて英語で提供している。